# Naxos flygplats
Naxos flygplats är en flygplats i Grekland. Den ligger i den sydöstra delen av landet, 180 km sydost om huvudstaden Aten. Naxos flygplats ligger 3 meter över havet. Den ligger på ön Naxos.